# ФК Люцерн
ФК Люцерн (на немски: Fussball Club Luzern) е швейцарски професионален футболен отбор от град Люцерн. Клубът е създаден през 1901 г. и играе домакинските си мачове на стадион „Суисспорарена“, който разполага с капацитет от 17 000 места. Клубните цветове са синьо и бяло. Отборът е веднъж шампион на Швейцария и двукратен носител на националната купа на Швейцария.

## Успехи
Национални
- Швейцарска Суперлига
  -  Шампион (1): 1988/89
  -  Сребърен медал (2): 1921/22, 2011/12
  -  Бронзов медал (3): 1985/86, 2015/16, 2017/18
- Купа на Швейцария
  - Носител (3): 1959/60, 1991/92, 2020/21
  - Финалист (5): 1996/97, 2004/05, 2005/06, 2006/07, 2011/12
- Купа на Лигата
  -  Финалист (1): 1972, 1981/82
- Суперкупа на Швейцария
  -  Финалист (1): 1989
- Чалъндж лига (2 ниво)
  -  Шампион (1): 2005/06

Международни
- Купа Пиано Карло Рапан
  -  Носител (2): 1989, 1990

## Български футболисти
- Петър Александров: 1995/97 - (55 мача - 29 гола)
- Христо Коилов: 1997/99 - (56 мача - 3 гола)
- Димитър Рангелов: 2012/14 - (54 мача - 12 гола)